# Göncz Árpád
Göncz Árpád (Budapest, 1922. február 10. – Budapest, 2015. október 6.) magyar politikus és József Attila-díjas író, műfordító, a Harmadik Magyar Köztársaság első elnöke 1990-től 2000-ig.
Az 1956-os forradalom után életfogytiglani szabadságvesztésre ítélték, de az 1963-as amnesztiával kiszabadulhatott a fogvatartásból. A második világháború után és az 1956-os forradalom idején a Független Kisgazda-, Földmunkás- és Polgári Párt, a rendszerváltás idején a Szabad Demokraták Szövetsége politikusa. 1990-ben tagja lett a rendszerváltás utáni első szabadon választott Országgyűlésnek, amelynek első elnökévé választották. Pozíciójából adódóan betöltötte az ideiglenes köztársasági elnöki tisztséget, majd augusztusban a harmadik Magyar Köztársaság első elnökévé választották, mely tisztségét 2000-ig viselte.
Irodalmi tevékenysége széles körű volt, elsősorban J. R. R. Tolkien A Gyűrűk Ura című epikus fantasyregényének mára kultikussá vált műfordítása által ismeri a nagyközönség. A művet első ízben 1981-ben adták ki magyarul.
Ha szolgálni kívánok valakit, azokat szolgálom, akiknek szolgálójuk nincsen: a védteleneket, akiknek sem a darutollas úri világban, sem az egyenlők közt egyenlőbbek világában nem jutott jó szó, akik a versenytársadalom versenyképtelenjei, akiknek nincs eszközük megvédeni Önmagukat, s akik épp ezért leginkább szorulnak védelemre.

## Életrajza

### Gyermekkora és tanulmányai
Göncz Lajos római katolikus vallású posta- és távirdafőtiszt, teniszjátékos, és az unitárius vallású Haimann Ilona gyermekeként született. Gyermekkorában Budán, a Bors [ma: Hajnóczy József] utcában lakott nagyszüleivel. Az Új Iskolába járt elemibe, majd 1932-ben beiratkozott a Verbőczy Gimnáziumba, ahol jelesre érettségizett. Fiatalon tagja volt a cserkészmozgalomnak. 1939-től az Országos Földhitelintézetben volt gyakornok, ezzel egyidejűleg a Pázmány Péter Tudományegyetem jogi karán tanult (a mai: ELTE Állam- és Jogtudományi Kar), ahol 1944-ben szerezte meg diplomáját. A Teleki Pál Munkaközösségnek is tagja volt. Mivel egyetemi felmentéssel rendelkezett, így csak a második világháború végén kapott behívót. A 25. hegyivadász pótzászlóaljhoz vonult be Bélapátfalvára, de 1945-ben megszökött a Németországba vezényelt egységtől. Többször is szovjet fogságba került, ahonnan mindig sikerült megszöknie.

### Politikai pályafutásának kezdete

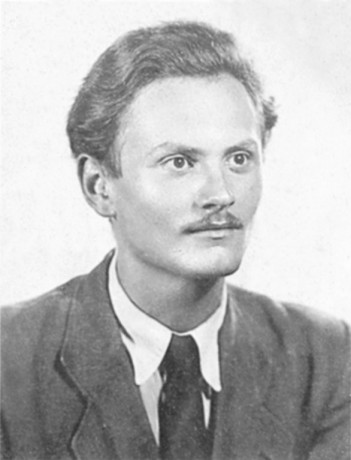
Igazolványképe (1943-44 körül)

1945-ben belépett a Független Kisgazdapártba, ahol először az ifjúsági szervezet elnöke és a Nemzedék című lap szerkesztője volt.
A Teleki Pál Munkaközösség ajánlására 1945 februárjától Kovács Béla a Kisgazdapárt főtitkárának személyi titkára 1947. február 25-ig, a főtitkár szovjetek által történt elhurcolásáig. Ekkor egy ideig állás nélkül maradt. Ezt követően a parlament feloszlatásáig a Kisgazdapárt képviselőcsoportjának parlamenti titkára. 1948-ban, a kisgazdapárt teljes felszámolásának idején három hétig tartották fogva a Katonapolitikai Osztályon, folyamatos kihallgatásokkal, 1948 után segédmunkásként, hegesztőként, csőlakatosként dolgozott. 1952-től négy évig a Gödöllői Agrártudományi Egyetemre járt.
Az 1956-os forradalom alatt a Magyar Parasztszövetségben dolgozott, november 4-e után pedig részt vett a Magyar Demokratikus Függetlenségi Mozgalom által benyújtott memorandumok elkészítésében. 1957-ben segített Nagy Imre „A magyar nép védelmében” című kéziratát külföldre juttatni. Májusban letartóztatták, és 1958. augusztus 2-án a Bibó-per vádlottjaként életfogytig tartó börtönbüntetésre ítélték a fellebbezés lehetősége nélkül. 1960 márciusában részt vett a váci éhségsztrájkban. Az 1963-as általános amnesztiával szabadult.
Ezután a Veszprémi Nehézvegyipari Kutatóintézet szakfordítója volt, majd a Talajjavító Vállalathoz került. Megpróbálta befejezni Gödöllőn az utolsó egyetemi évet, de kizárták. 1965-től kezdve szabadfoglalkozású író, műfordító volt.

### A rendszerváltástól haláláig

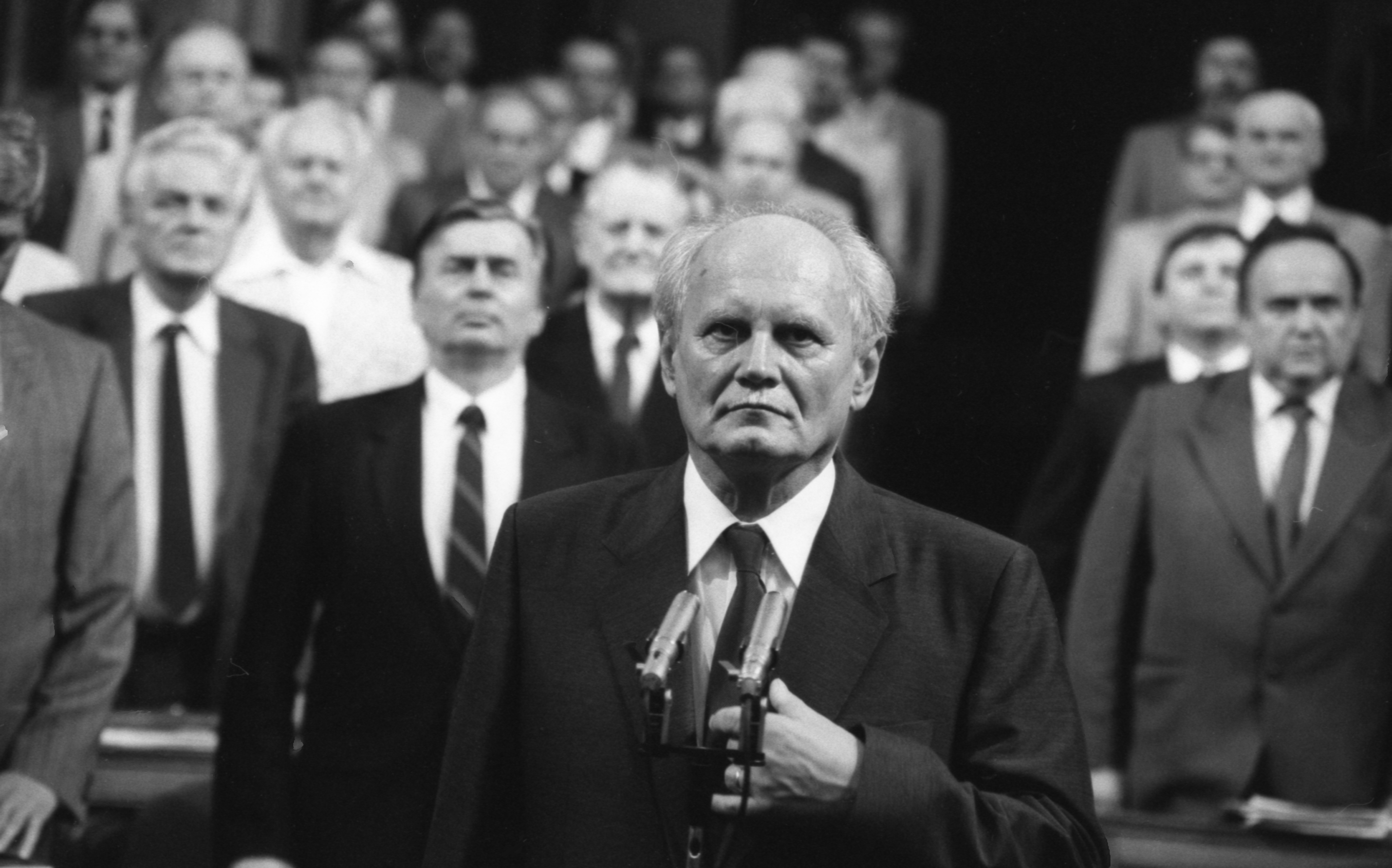
Eskütétele a Parlamentben 1990. augusztus 3-án. Mögötte balra Antall József kormányfő, jobbra Torgyán József FKgP-vezér.

1988. május 1-én 200-an gyűltek össze a budapesti Hági sörözőben a Szabad Kezdeményezések Hálózatának alapítói, melynek tagja lett, majd később a Szabad Demokraták Szövetségének is alapító tagja lett. 1988-tól az SZDSZ ügyvivője, majd 1989-től az SZDSZ Országos Tanácsának tagja. A Történelmi Igazságtétel Bizottság alapító tagja, majd alelnöke. 1989-től az Emberi Jogok Ligája budapesti tagozatának elnöke. 1989 és 1990 között a Magyar Írószövetség elnöke, majd tiszteletbeli elnöke. 1990 májusától országgyűlési képviselő. 1990. május és augusztus között az Országgyűlés elnöke, május 2-ától augusztus 3-áig ideiglenes köztársasági elnök. 1990. augusztus 3-án (Antall József és Tölgyessy Péter, azaz az MDF és az SZDSZ vezetői közötti kompromisszum értelmében) megválasztották a Magyar Köztársaság elnökének. Országgyűlési mandátumáról lemondott, párttagságát szüneteltette.
1990. október 26-án a taxisblokád napjaiban, köztársasági elnökként beszédet mondott a televízióban, a benzináremelés felfüggesztését javasolta a kormánynak, és ennek függvényében kérte a taxisokat a blokád abbahagyására.
Ezt követően az Országgyűlés tavaszi ülésszakán köztársasági elnökként a parlament elé terjesztette a közkegyelem gyakorlásáról szóló törvényjavaslatot. A törvénynek aktualitást adó taxisblokádnak országosan több százezer résztvevője volt, akik a hatályos törvények alapján bűncselekményeket követtek el, mivel a tüntetést nem jelentették be 72 órával annak kezdete előtt, illetve közérdekű üzem működését bénították meg. A közkegyelemről szóló törvény megalkotásával az állam lemondott a felelősségre vonásról.

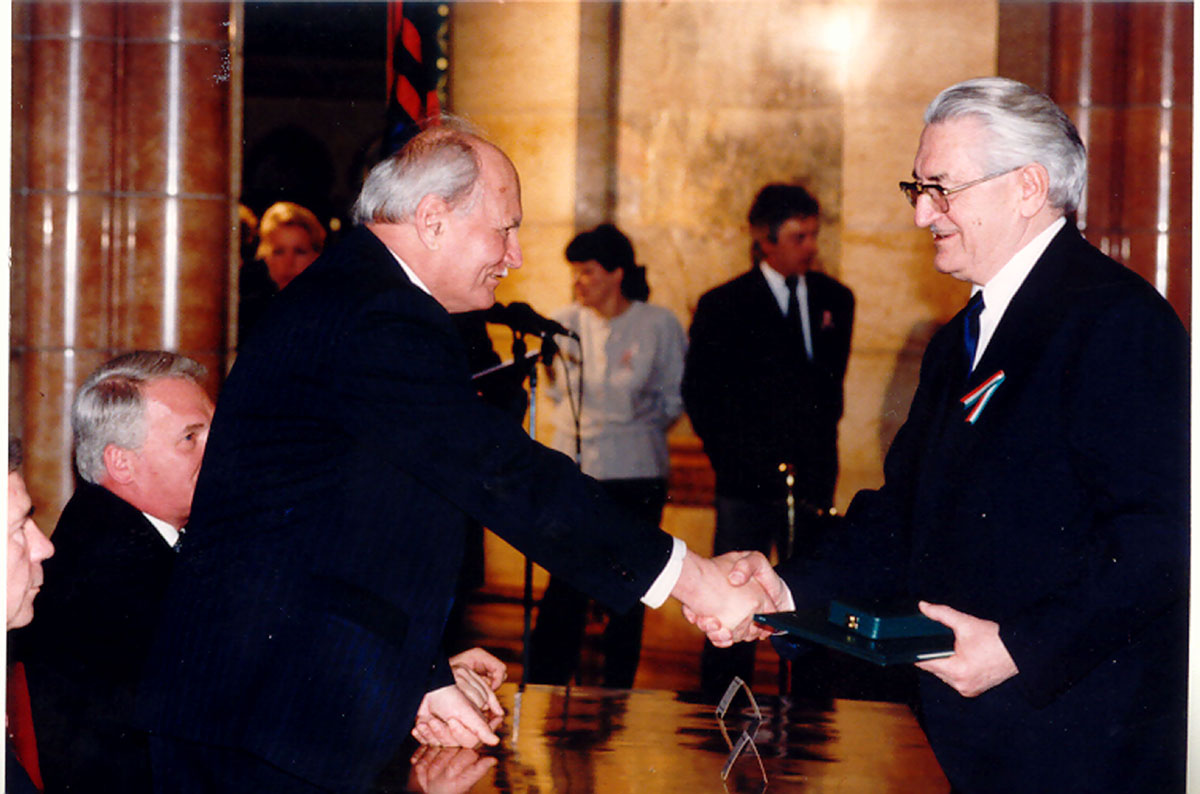
Göncz Árpád átadja dr. Dömök Istvánnak a Magyar Köztársasági Érdemrend Tisztikeresztjét, 1995

1995-ben újabb ötéves időszakra választották meg, posztját 2000. augusztus 3-ig töltötte be. „Hűséges lokálpatriótaként” 1993-ban Óbuda-Békásmegyer díszpolgára lett, 1995-ben megkapta a NOB Olimpiai Érdemrend arany fokozatát, 1997-ben a francia Becsületrend nagykeresztjét. Tízéves elnöki periódusa alatt végig kimagaslóan vezette a politikai népszerűségi listákat. Visszavonulása után 2000-ben Budapest díszpolgárává avatták. Ugyanebben az évben Százhalombatta díszpolgára lett. 2002-ben megkapta a Nagy Imre-érdemrendet, 2009-ben pedig a Húszéves a Köztársaság Díjat. Tizennyolc európai, nyolc dél-amerikai országból kapott állami kitüntetést, Kolumbiában a Kongresszus Rendjének nagykeresztje mellett – Gabriel García Márquezhez hasonlóan – megkapta Bogotá város Polgári Érdemrendjének nagykeresztjét. Mexikói látogatása alkalmával az Azték Sas-rend nagyláncát kapta meg 1997-ben. Ázsiában két ország külföldieknek adható legmagasabb szintű kitüntetésével tisztelték meg: a japán Krizantém-renddel illetve a dél-koreai Mugunghwa Nagyrenddel. Egy afrikai országban tüntették ki: Nelson Mandelától kapta meg a Jó Reménység Rend nagykeresztjét. Utolsó külföldi állami elismerését már hivatali idejének letelte után, 2003-ban kapta meg Václav Haveltől, aki a Fehér Oroszlán-rend nagykeresztjével tüntette ki. Több egyetem díszdoktora. 90. születésnapján több százan köszöntötték háza előtt, az Open Society archívuma konferenciát rendezett életéről és munkásságáról. Ugyanebben az évben jelent meg az első hivatalos életrajz is Göncz Árpádról, méghozzá egy dél-koreai szerző, Kim Deszun tollából. Az előszót a könyvhöz Václav Havel, Göncz régi barátja, volt cseh köztársasági elnök írta.
2012 novemberében Göncz Árpád négy gyermeke alapítványt hozott létre életének és munkásságának bemutatására, az 1956-os forradalom emlékének, a magyar demokratikus és szabadelvű hagyományok ápolására, valamint művei és róla szóló művek megjelentetésének elősegítésére.

## 1992-es füttykoncert a Kossuth téren
Nyilvános gyűléseken többször kifütyülték. Ezek közül a legismertebb az 1992. október 23-i füttykoncert a Kossuth téren, amikor a mikrofonhoz lépve nem tudta elkezdeni ünnepi beszédét és miután percekkel később sem csendesült a bekiabálás és füttyögés, végül le is tett róla. Később az Országgyűlés alkotmányügyi bizottság zárt ülésen vizsgálatot folytatott arról, hogy a rendőrség 1992. október 23-án asszisztált-e a skinheadek gyülekezéséhez, felvonulásához és a Kossuth téri, Göncz Árpád köztársasági elnök kifütyülését eredményező provokációjához. Az akkori parlamenti ellenzék (MSZP, SZDSZ, Fidesz, Orbán Viktor külön is) azt állította, a fütyülők bőrfejűek voltak és fasiszta jelszavakat kiabáltak, míg a kormánypárt tagjai (például Boross Péter belügyminiszter) azt vetették szemére Göncz Árpádnak – állítva, hogy a fütyülők közt lévő bőrfejűek száma elenyésző volt –, hogy a kritikát az elnök „kisszerű politikai csatározásokba való belebonyolódása miatt” kapta, például ellentétbe került 56-os szervezetekkel, akiket az ünnepségen nem engedtek szóhoz jutni, nem írta alá az igazságtételről szóló törvényt, és nehezményezték, hogy Göncz ellenállt Antall azon kérésének, hogy leváltsa a szerinte egyoldalúan baloldali irányt vett média elnökeit. A kifütyülésről szóló MTV-felvétel kapcsán a Magyar Televízió Bánó András vezette Egyenleg című műsora is belekeveredett a botrányba, mivel többen (például az akkor az MTV híradójánál dolgozó Császár Attila) azt állították: az ünnepségről készült felvételt manipulatív módon megvágták (azaz az általuk mutatott skinheadek már nem is voltak a téren, amikor Göncz Árpád a színpadra lépett), hogy az a baloldal véleményét támassza alá. A felvétel manipuláltságáról a Sony cég laboratóriumában vizsgálatot folytattak, egyértelmű eredmény nélkül. A Legfelsőbb Bíróság kimondta: az Egyenleg valósághűen számolt be az 1992. október 23-án a Kossuth téren történtekről.

## Irodalmi munkássága

Az 1981-es Körkép antológiában (Csigó László felvétele)

Nevéhez fűződik J. R. R. Tolkien Magyarországon 1981-ben kiadott A Gyűrűk Ura című könyve fordításának befejezése (melynek első 11 fejezetét Réz Ádám fordította). Szintén ő a fordítója Malcolm Lowry A vulkán alatt, Colleen McCullough Tövismadarak, Arthur C. Clarke 2001: Űrodüsszeia, Agatha Christie N vagy M, Mary Shelley Frankenstein vagy a modern Prométheusz, William Makepeace Thackeray Pendennis története, Andrew Lang Maflázia című művének, továbbá William Golding (például A torony, A piramis, Beavatás), John Updike (például a Nyúlketrec, Nyúlháj, A kentaur, A farm, Eastwicki boszorkányok), Thomas Wolfe (Az időről és a folyóról), Tanidzaki Dzsunicsiró (Egy hibbant vénember naplója), William Faulkner (Sartoris, Példabeszéd, Fiam, Absolon!, A hang és a téboly), Ernest Hemingway (Vándorünnep, A folyón át a fák közé, Szigetek az Áramlatban), William Styron (Feküdj le sötétben, Nat Turner vallomásai) regényeinek, valamint Peter Shaffer Equus című drámájának. Részt vett az 1980 októberében elkészült, a magyar szamizdat irodalom egyik meghatározó dokumentuma, a Bibó-emlékkönyv szerkesztőbizottságában. 1988-tól a Holmi című irodalmi, kulturális és kritikai folyóirat szerkesztőbizottsági tagja volt. 1994-től a Magyar PEN Club tiszteletbeli elnöke. 1983-ban József Attila-díjat kapott. 2002-től a Magyar Tolkien Társaság tiszteletbeli elnöke.

### Regények és elbeszélések
- Sarusok (Magvető, 1974; Ulpius-ház, 2003); lengyelül (Trepkarze, 1979), németül (Sandalenträger, 1987), olaszul (Uomini che calzano sandali, 1996), bolgárul (Boszáci, 1997)
- Magyar Médeia (Sarusok. Rácsok); Magvető, Bp., 1979; szlovákul (Dnešná Médeia, 1988)
- Találkozások (Magvető, 1980; Ulpius-ház, 2001); angolul (Homecoming and other stories, 1991), indonézül (Pulang dan beberapa cerita lainnya, 1994)
- Mérleg. Hat dráma; Magvető, Bp., 1990
- Plays and other writings; angolra ford. Katharina M. Wilson, Christopher C. Wilson, utószó E. L. Doctorow; Garland, New York–London, 1990 (World literature in translation)
- Szuszret sa terazijama; vál., utószó, szerbre ford. Sava Babic; BIGZ, Beograd, 1992 (Poszebna izdanya)
- Portret neizvesztnogo vengra. Pjeszi, novelli, essze; összeáll., ford. Vjacseszlav Szereda, utószó Julija Nyikolajeva-Paszuhina; RAMO, Moszkva, 1993
- Bozsji sziromaszi; vál., macedónra ford. Paszkal Gilevszki; Misla, Skopje, 1994
- Hazaérkezés (Pátria könyvek, 1991); finnül (Kotiinpaluu ja muita kertomuksia, 1996)
- Gyaluforgács: esszék, jegyzetek, interjúk (Pesti Szalon, 1992)
- Az örökség (öt elbeszélés) (Polis, Kriterion, 1993
- Kő a kövön: válogatott írások (Pesti Szalon, 1996); oroszul (Kameny na kamnye, 1992)
- Sodrásban. Válogatott beszédek; vál., összeáll. Makai Tóth Mária, szerk. Márványi Judit; Európa, Bp., 1998
- Moştenirea; románra ford. Anamaria Pop; Dacia, Cluj-Napoca, 1998
- In mid-stream. Talks & speeches; vál., szerk. Makai Tóth Mária, angolra ford. Elizabeth Szász, Peter Zollman; Hungarian National Commission for UNESCO, Bp., 1999
- Karpaty a pril'ahlý vesmír. Úvahy a reflexie; vál. Szigeti László, szlovákra ford. Juliana Szolnokiová; Kalligram, Bratislava, 1999
- Sodrásban. Egy politikus-író töprengései, 1-2.; 2. átdolg., bőv. kiad.; összeáll., szerk. Makai Tóth Mária; Ulpius-ház, Bp., 2004
- Kristályrács. Hat dráma; Ulpius-ház, Bp., 2005

### Színművek
- Magyar Médeia (monodráma, Magvető, 1976)
- Rácsok (Magvető, 1979)
- Mérleg; Pesszimista komédia; Perszephoné; Sarusok (6 dráma) (Magvető, 1990)
- Kristályrács (6 dráma) (Ulpius-ház, 2005)

## Családja
Édesanyja dél-erdélyi származású, a Hunyad megyei Tustyán született, s teljesen árva volt, ami egész életére rányomta a bélyegét. A mamája székely szombatos volt, az édesapja pedig zsidó. Egy szociáldemokrata beállítottságú, rendkívül művelt nagypolgári famíliában nevelkedett, ahol a családfő fanagykereskedő, utána textilgyáros volt, képgyűjteménnyel, idegen nyelvek ismeretével.
Édesapja Göncz Lajos, édesanyja Haimann Ilona. Felesége, Göntér Mária Zsuzsanna (1923. november 16. – 2020. június 3.) több jótékonysági szervezet, alapítvány kurátora volt. Négy gyermekük született: 1947-ben Göncz Kinga, a második Gyurcsány-kormány külügyminisztere és az Európai Parlament volt tagja, 1951-ben Benedek, 1954-ben Annamária, 1956-ban pedig Dániel. Hat unokát és három dédunokát hagyott hátra.

## Búcsúztatása
A 2015. október 6-án elhunyt néhai köztársasági elnököt november 6-án helyezték végső nyugalomra az Óbudai temetőben. A 15 órakor kezdődő gyászszertartáson – végakaratának megfelelően – Koncz Zsuzsa és Bródy János a Ha én rózsa volnék című dallal, majd egykori '56-os rabtársa, Mécs Imre, valamint Várszegi Asztrik pannonhalmi főapát búcsúztatta. Göncz Árpád temetését a Duna TV közvetítette.

## Díjai, elismerései
- Interfaith Gold Medallion (Anglia)
- Művészeti Alap Irodalmi Díja (1980)
- József Attila-díj (1983)
- Az Európa Könyvkiadó Nívódíja (1983, 1984, 1986, 1988)
- Wheatland-díj (USA, 1989)
- A Magyar Köztársasági Érdemrend nagykeresztje (1991) „A Magyar Köztársaság elnöke élethosszig tulajdonosa a Magyar Köztársasági Érdemrend nagykeresztjének”,[40] mivel azonban a Magyar Köztársasági Érdemrend 1991-ben jött létre, Göncz Árpád csak ekkor kaphatta meg, nem 1990-ben, hivatalba lépésekor.
- Albert Schweitzer-díj (1991)
- Paul Harris-díj (1991)
- Premio Mediterraneo (1991)
- Kelet-nyugati Tanulmányok Intézete kitüntetése (USA, 1994)
- Ferenczi György-emlékérem (javítóintézeti) (1996)
- A francia Becsületrend nagykeresztje (1997)
- Joseph Bech-díj (Hamburg, 1998)
- Giorgo La Pira Béke-, Kultúra- és Szolidaritás Díj (1998, Olaszország)
- Nyílt Társadalom díj (2000)
- Pro Cultura Urbis (2000)
- Washington-díj (2000)
- Párhuzamos Kultúráért díj (2001)[41]
- Földes Andor-emlékérem (2001)
- MSZOSZ-díj (2001, különdíj)
- Pro Scientia Honoris Causa Érem (2001)
- Üveggolyó-díj (2001)
- Kopácsi Sándor Polgárőr Érdemrend (2002)
- Corvinus-díj (2003)
- Radnóti Miklós antirasszista díj (2003)
- Tolkien-díj (2004)
- Demény Pál-emlékérem (2005)
- Szabadság Hőse emlékérem (2006)
- Széchenyi Társaság Emlékérme
- A Köztársaságért, a Jogállamért Emlékplakett (2009)
- Húszéves a Köztársaság díj (2009)

## Emlékezete
- 2016. május 23-án Budapest III. kerületében emléktáblát helyeztek el annak az épületnek a falán, ahol 1947 és 1990 között élt; a hónap elején egy közeli parkban tisztelői emlékfát ültettek, majd halálának második évfordulóján felállították mellszobrát (Jovánovics György alkotása).
- 2016. szeptember 27-én Budapest XIII. kerületében az Árpád híd környéki városrészt Göncz Árpád városközpontnak nevezték el,[42] ahol 2018. október 5-én felavatták szobrát is (Erős Apolka alkotása).
- 2016. október 22-én Budaörsön utcát neveztek el róla a városháza mellett.
- 2020. január 31-én az M3-as metró Árpád híd állomását Göncz Árpád városközpontra nevezték át.[43]
- 2022-ben bemutatott, sokat vitatott Blokád című filmben Gáspár Tibor és Sütő András alakítja fiatal és idősebb alakját.